# Incansables
Incansables es el nombre de un álbum de estudio de la banda de música regional mexicana Los Tigres del Norte, lanzado en 1991 por Fonovisa Records y producido por Enrique Franco junto con Los Tigres del Norte.

## Lista de canciones
La lista de canciones es la siguiente:

| ¡Incansables! |                           |          |  |
| N.º           | Título                    | Duración |  |
| 1.            | «Hoy no es mi día»        | 3:04     |  |
| 2.            | «Compañera»               | 3:38     |  |
| 3.            | «Aún hay esperanza»       | 3:46     |  |
| 4.            | «Cuando se muere un niño» | 3:12     |  |
| 5.            | «Veneno de amor»          | 2:35     |  |
| 6.            | «El sueño de bolívar»     | 2:47     |  |
| 7.            | «Ahora me voy»            | 2:45     |  |
| 8.            | «La dieta»                | 2:37     |  |
| 9.            | «Norma Corona»            | 3:32     |  |
| 10.           | «Orgullo maldito»         | 2:25     |  |
| 11.           | «Cuando se llega a viejo» | 2:55     |  |
| 12.           | «La bronco negra»         | 3:04     |  |

## Personal
Personal según Allmusic:
- Adolfo Blanco - Diseño de portada, Logo
- Angel "Tucán" González - Compositor
- Enrique Franco - Arreglista, Compositor, Productor
- José Alfredo Jiménez - Compositor
- Los Tigres del Norte - Arreglistas Artistas primarios, Productores
- Nadine Markova - Fotografía